# Scaphoideus harpagous
Scaphoideus harpagous är en insektsart som beskrevs av Li och Dai 2004. Scaphoideus harpagous ingår i släktet Scaphoideus och familjen dvärgstritar. Inga underarter finns listade i Catalogue of Life.